# La tonta del bote (pel·lícula de 1939)
La tonta del bote és una pel·lícula de comèdia espanyola del 1939 dirigida per Gonzalo Delgrás, basada en l'obra de teatre homònima de Pilar Millán Astray i protagonitzada per Josita Hernán. Es va fer una nova versió del 1970.

## Sinopsi
Susana és una òrfena ingènua, maldestra i de bon cor que viu servint a casa de la senyora Engracia des que la seva mare va morir als pocs dies de donar-la a llum. Allí també viuen els tres nebots de la senyora: Asunta, Trini i Lorito, que no treballen i als quals també ha de servir. La mala situació econòmica obligarà Engracia a llogar una habitació a l'atractiu Felipe El Postinero, que te una mala fama que és tan sols fruit de les males llengües.

## Repartiment
- Ángel Alguacil
- Rafael Durán
- Camino Garrigó
- Sacha Goudine
- Josita Hernán
- Carmen López Lagar
- Amparo Martí
- Antoñita Mas
- Olga B. Peiró

## Producció
Gonzalo es va ficar en aquest projecte quan li van prohibir fer una versió cinematogràfica de Terra baixa d'Àngel Guimerà. Aleshores va adaptar al cinema aquesta obra de teatre d'èxit en la que va incorporar alguns números musicals influïts per Hollywood amb música de Tomás Bretón, Ruperto Chapí i Federico Chueca, així com la coreografia de Sacha Goudine. Fou produïda i finançada per Producciones Cinematográficas Españolas i gravada als estudis Orphea de Barcelona l'octubre de 1939. Es va estrenar al Cine Capitol de València el 22 de desembre de 1939, al cinema Catalunya de Barcelona el 5 de gener de 1940 i al Cine Callao de Madrid el 8 de gener de 1940. Actualment no se'n conserva cap còpia ni a Filmoteca Española, Filmoteca de Catalunya, Institut Valencià de l'Audiovisual i de la Cinematografia, Filmoteca de Andalucía, ni en la Filmoteca de la UNAM. En una entrevista del 1984 Josita Hernán va assegurar que la pel·lícula s'havia cremat.

## Premis
Josita Hernán va rebre el premi a la millor actriu als Premis del Sindicat Nacional de l'Espectacle de 1941.